# Posse (ort)
Posse är en ort i Brasilien.   Den ligger i kommunen Posse och delstaten Goiás, i den östra delen av landet, 250 km nordost om huvudstaden Brasília. Posse ligger 815 meter över havet och antalet invånare är 20 003.
Terrängen runt Posse är platt, och sluttar västerut.
Omgivningarna runt Posse är huvudsakligen savann. Runt Posse är det glesbefolkat, med 13 invånare per kvadratkilometer.